# (32867) 1993 FL20
1993 FL20 (asteroide 32867) é um asteroide da cintura principal. Possui uma excentricidade de 0.15499060 e uma inclinação de 8.34250º.
Este asteroide foi descoberto no dia 19 de março de 1993 por UESAC em La Silla.